# Division 1 Féminine 2010/11
Die Saison 2010/11 der Division 1 Féminine war die 37. Ausspielung der französischen Frauenfußballmeisterschaft seit der offiziellen Anerkennung des Frauenfußballs durch die FFF, den Fußballverband Frankreichs, im Jahr 1970 und der ersten Austragung in der Saison 1974/75. Die Division 1 Féminine genannte Spielklasse wurde im reinen Ligamodus in einer aus einer einzigen Gruppe bestehenden, zwölf Teams umfassenden, landesweiten höchsten Liga ausgetragen.
Vorjahresgewinner waren die Frauen von Olympique Lyon, die ihren Titel verteidigen konnten und damit ihre insgesamt fünfte Meisterschaft – und dies in Serie – gewannen.
Die Fußballspielerinnen der D1F waren keine reinen Amateure mehr; vielmehr durften die Klubs sie für die Ausübung ihres Sportes finanziell entlohnen, wenngleich die maximal möglichen Vergütungen im Vergleich zum Männerfußball sehr moderat ausfielen.

## Qualifikation und Austragungsmodus
Für die Teilnahmeberechtigung wurde ausschließlich das Abschneiden der Frauschaften in der Vorsaison berücksichtigt; qualifiziert waren die neun bestplatzierten Teams der Vorsaison sowie zwei Aufsteiger, die jeweils ihre Gruppe der Division 2 Féminine als Tabellenerste beendet hatten. Somit starteten folgende zwölf Teilnehmer in diese Saison:
- aus dem Norden: FCF Hénin-Beaumont, Juvisy FCF, Paris Saint-Germain
- aus dem Westen: ESOF La Roche, Aufsteiger Le Mans FC, Stade Saint-Brieuc
- aus dem Süden: Titelverteidiger Olympique Lyon, HSC Montpellier, Aufsteiger AF Rodez, AS Saint-Étienne, FC Toulouse, der umbenannte FF Yzeure Allier Auvergne

Die Meisterschaft wurde in einer doppelten Punkterunde ausgespielt, in der jeder Teilnehmer in Heim- und Auswärtsspiel gegen jeden anderen antrat. Es galt die auch im französischen Amateurfußball bis ins 21. Jahrhundert hinein übliche „modifizierte Drei-Punkte-Regel“ mit vier Punkten für einen Sieg, zwei für ein Unentschieden und einem für eine auf dem Spielfeld errungene Niederlage; bei Punktgleichheit gab zunächst der direkte Vergleich und bei Erforderlichkeit anschließend die bessere Gesamt-Tordifferenz, falls auch dann noch Gleichheit bestand, gegebenenfalls die höhere Zahl erzielter Treffer den Ausschlag. Am Ende der Saison mussten aufgrund einer Änderung der entsprechenden Regelung diesmal wieder die drei Tabellenletzten absteigen, die für die kommende Spielzeit durch drei Aufsteiger – die Siegerinnen der drei Gruppen der zweiten Division – ersetzt wurden.
Die französischen Meisterinnen sowie die Zweitplatzierten der Division 1 Féminine qualifizierten sich für den Frauen-Europapokalwettbewerb der folgenden Spielzeit.

## Ergebnisse, Tabelle und Saisonverlauf
|                        | FCF H-B | FCF Juv | ESO LaR | FC LeM | Oly Lyo | HSC Mon | SG Par | AF Rod | Sta StB | AS StÉ | FC Tou | FFA Yze |
| FCF Hénin-Beaumont     |         | 1:2     | 4:1     | 2:1    | 0:1     | 0:3     | 0:4    | 0:1    | 2:1     | 1:0    | 1:0    | 0:2     |
| Juvisy FCF             | 1:1     |         | 7:1     | 5:0    | 1:3     | 3:1     | 0:0    | 4:0    | 1:0     | 2:1    | 4:2    | 6:0     |
| ESOF La Roche          | 1:0     | 2:3     |         | 1:2    | 0:4     | 0:4     | 1:6    | 0:2    | 2:1     | 0:1    | 1:1    | 2:1     |
| Le Mans FC             | 1:2     | 1:2     | 2:1     |        | 0:4     | 0:5     | 1:2    | 2:1    | 1:2     | 0:3    | 0:0    | 2:2     |
| Olympique Lyon         | 7:0     | 7:1     | 10:0    | 9:0    |         | 1:0     | 3:0    | 1:0    | 3:0     | 8:0    | 6:0    | 13:0    |
| HSC Montpellier        | 4:0     | 1:0     | 6:0     | 3:0    | 0:1     |         | 3:1    | 2:1    | 5:0     | 0:1    | 5:1    | 3:1     |
| Paris Saint-Germain FC | 1:2     | 3:1     | 2:0     | 2:1    | 1:2     | 1:0     |        | 3:0    | 3:0     | 1:0    | 1:0    | 2:1     |
| AF Rodez               | 2:0     | 2:4     | 2:0     | 0:0    | 1:3     | 0:2     | 0:1    |        | 0:0     | 2:1    | 0:0    | 1:1     |
| Stade Saint-Brieuc     | 0:0     | 0:3     | 4:0     | 1:1    | 1:4     | 0:1     | 0:3    | 1:1    |         | 0:1    | 1:1    | 2:1     |
| AS Saint-Étienne       | 3:0     | 1:3     | 4:0     | 0:0    | 0:6     | 0:1     | 0:1    | 1:0    | 2:0     |        | 3:1    | 2:0     |
| FC Toulouse            | 1:0     | 0:6     | 3:0     | 1:2    | 1:5     | 0:3     | 1:4    | 2:1    | 0:1     | 0:1    |        | 1:3     |
| FF Yzeure Allier Auv.  | 0:3     | 3:3     | 2:2     | 3:0    | 0:5     | 2:2     | 0:1    | 1:2    | 0:2     | 1:0    | 2:3    |         |

| Pl. | Frauschaft             | Sp | G  | U | V  | Tore   | Diff. | Pkte. |
| --- | ---------------------- | -- | -- | - | -- | ------ | ----- | ----- |
| 1.  | Olympique Lyon (TV)    | 22 | 22 | 0 | 0  | 106:06 |       | 88    |
| 2.  | Paris Saint-Germain    | 22 | 17 | 1 | 4  | 43:16  |       | 74    |
| 3.  | HSC Montpellier        | 22 | 16 | 1 | 5  | 54:13  |       | 71    |
| 4.  | Juvisy FCF             | 22 | 15 | 3 | 4  | 62:30  |       | 70    |
| 5.  | AS Saint-Étienne       | 22 | 11 | 1 | 10 | 25:27  |       | 56    |
| 6.  | AF Rodez (N)           | 22 | 6  | 5 | 11 | 19:29  | −10 a | 45    |
| 7.  | FCF Hénin-Beaumont     | 22 | 8  | 2 | 12 | 19:37  | −18 a | 45 b  |
| 8.  | Stade Saint-Brieuc     | 22 | 5  | 5 | 12 | 17:35  |       | 42    |
| 9.  | Yzeure Allier Auvergne | 22 | 4  | 5 | 13 | 26:57  | −31 c | 39    |
| 10. | Le Mans FC (N)         | 22 | 4  | 5 | 13 | 17:51  | −34 c | 39    |
| 11. | FC Toulouse            | 22 | 4  | 4 | 14 | 19:50  |       | 38    |
| 12. | ESOF La Roche          | 22 | 3  | 2 | 17 | 15:71  |       | 33    |

Seit in Frankreich 1992 eine eingleisige höchste Frauenspielklasse eingeführt worden war, war es noch keinem Meister gelungen, vom ersten bis zum 22. Spieltag ausschließlich Siege zu verbuchen, wie es Olympique Lyon in diesem Jahr schaffte. Auch die meisterliche Tordifferenz von +100 setzte neue Maßstäbe, ebenso wie die insgesamt lediglich sechs Gegentreffer – Juvisys Laëtitia Tonazzi war die einzige Angreiferin, die Lyons Torfrau sogar zweimal zu überwinden vermochte. Von Paris, Montpellier und Juvisy konnte man nur insoweit als Verfolger Lyons sprechen, als diese sich ein Kopf-an-Kopf-Rennen um die Vizemeisterschaft und den zweiten Champions-League-Startplatz lieferten, das die Hauptstädterinnen schließlich knapp für sich entschieden. Wie eng dieses Dreierduell war, zeigte sich auch an der Bilanz der direkten Aufeinandertreffen, in denen sich gleichfalls Paris (zwei Siege und ein Unentschieden) vor Montpellier (zwei Siege) und Juvisy (ein Sieg, ein Remis) platzierte.
Saint-Étienne stellte als einziges Team das Tabellenmittelfeld dar, während ab Rang sechs bereits die Abstiegszone begann. Allerdings hatten die Nordfranzösinnen aus Hénin-Beaumont (trotz ihres bereits während der Saison annoncierten Punktabzugs) und die Aufsteigerinnen aus Rodez sich von den restlichen fünf Frauschaften schon frühzeitig so weit abgesetzt, dass sie nicht mehr ernstlich in Gefahr gerieten. Hingegen sah es nach dem 16. Spieltag nach dem sicheren Abstieg der Frauen aus Yzeure aus, die das Tabellende mit sieben Punkten Rückstand auf den ersten Nichtabstiegsplatz zierten. Dann allerdings legte die Elf aus dem Département Allier einen famosen Endspurt hin, holte 13 Punkte aus den folgenden vier Begegnungen und zog nicht nur an La Roche und Le Mans vorbei, sondern profitierte auch davon, dass Toulouse – nach dem 16. Spieltag noch auf Rang sieben – sich eine Serie von sechs Niederlagen leistete. Die Bretoninnen aus Saint-Brieuc (zehn Punkte in den letzten drei Partien) konnten die Klassenzugehörigkeit ebenfalls aus eigener Kraft bewerkstelligen. Für sie war es die letzte Saison unter diesem Namen, weil die Frauenabteilung sich dem benachbarten En Avant Guingamp anschloss.
Zur folgenden Saison stiegen aus der Division 2 Féminine der FC Vendenheim, die ASJ Soyaux und die AS Muret auf.

## Die Spielerinnen des Meisters
Lyons neuem Trainer Patrice Lair stand folgendes Aufgebot zur Verfügung (Zahl der Ligaeinsätze in Klammern):
- Tor: Sarah Bouhaddi (14), Pauline Peyraud-Magnin (0), Véronique Pons (9)
- Abwehr: Saïda Akherraze (0), Cindy Berthel (1), Sonia Bompastor (19), Sandrine Dusang (10), Corine Franco (5), Laura Georges (18), Wendie Renard (20), Sabrina Viguier (19)
- Mittelfeld: Camille Abily (19), Shirley Cruz Traña (19), Lara Dickenmann (16), Amandine Henry (18), Aurélie Kaci (17), Amel Majri (4), Louisa Nécib (21), Ève Périsset (0), Ingvild Stensland (4)
- Angriff: Sandrine Brétigny (19), Isabell Herlovsen (4), Eugénie Le Sommer (20), Lotta Schelin (18), Élodie Thomis (14)

Die 106 Treffer des Meisters erzielten: Brétigny 19, Le Sommer 17, Nécib 14, Abily 12, Schelin 11, Dickenmann 8, Thomis 7, Henry 5, Herlovsen 3, Bompastor, Cruz Traña, Renard je 2, Majri, Stensland, Viguier je 1; dazu kam ein Eigentor.

## Erfolgreichste Torschützinnen
Die meisten Punktspieltreffer erzielten:
| Pl. | Name              | Team          | Tore |
| --- | ----------------- | ------------- | ---- |
| 1.  | Laëtitia Tonazzi  | Juvisy        | 20   |
| 2.  | Sandrine Brétigny | Lyon          | 19   |
| 3.  | Eugénie Le Sommer | Lyon          | 17   |
| 4.  | Marie-Laure Delie | Montpellier   | 14   |
|     | Louisa Nécib      | Lyon          | 14   |
| 6.  | Camille Abily     | Lyon          | 12   |
|     | Kátia             | Paris         | 12   |
| 8.  | Amélie Coquet     | Juvisy        | 11   |
|     | Julie Machart     | Juvisy        | 11   |
|     | Lotta Schelin     | Lyon          | 11   |
|     | Gaëtane Thiney    | Juvisy        | 11   |
| 12. | Élise Bussaglia   | Paris         | 10   |
|     | Hoda Lattaf       | Montpellier   | 10   |
| 14. | Viviane Asseyi    | Montpellier   | 9    |
|     | Kheira Hamraoui   | Saint-Étienne | 9    |